# زیردریایی کامندنتی کاپلینی
زیردریایی کامندنتی کاپلینی (به انگلیسی: Italian submarine Comandante Cappellini) یک زیردریایی بود که طول آن ۷۳ متر (۲۳۹ فوت ۶ اینچ) بود. این زیردریایی در سال ۱۹۳۹ ساخته شد.